# 王国强 (1955年)
王国强（1955年3月—），男，祖籍安徽安庆，生于上海嘉定，中华人民共和国政治人物，先后在卫生部、国家医药管理总局工作，现任国家卫生和计划生育委员会党组成员、副主任兼国家中医药管理局党组书记、局长。兼任中华中医药学会会长，一向支持中医发展。中共十六大、十七大、十八大代表，十一届、十二届全国政协委员。

## 生平
1978年毕业于北京中医学院。
1983年至到国家计生委，历任秘书处副处长、处长、办公厅副主任、主任、政策法规司司长、计划财务司司长。期间在日本厚生省国立公共卫生学院留学做客座研究员，到河南省焦作市挂职担任市委副书记。2000年获得吉林大学人口学专业法学硕士学位。2002年6月起兼任中国人口学会常务副会长。2000年12月任国家计生委党组成员、副主任。2003年3月任国家人口计生委党组成员、副主任。2003年9月任国家人口计生委党组成员、副主任兼直属机关党委书记、机关党校校长。
2007年1月任卫生部党组成员、副部长兼国家中医药管理局党组书记、局长（2009年6月起兼任中华中医药学会会长）。2013年4月任国家卫生和计划生育委员会党组成员、副主任兼国家中医药管理局局长、党组书记。

## 观点
2015年“两会”接受采访，称“中医和西医是两个不同的理论体系，不能用管西医、管西药的办法来管中医、管中药。无论是法律、法规，还是标准、规范，都应体现“中西医并重”的方针，尊重中医药的发展规律。”“关于中医科学不科学的争论一直存在，但中医的科学性是不容否定的。”“中医和中药不能分家。”

## 外部連結
- 王國強活动报道集

### 訪談/演講錄
- 「中醫藥在深化醫改中的作用」 （页面存档备份，存于）主講：王國強，主辦：香港浸會大學中醫藥學院 2011/11/29